# Dahlem (Nadrenia Północna-Westfalia)
Dahlem – miejscowość i gmina w Niemczech, w kraju związkowym Nadrenia Północna-Westfalia, w rejencji Kolonia, w powiecie Euskirchen. W 2010 liczyła 4116 mieszkańców.